# Mona Barthel
Pour les articles homonymes, voir Barthel.
Mona Barthel, née le 11 juillet 1990 à Bad Segeberg, est une joueuse de tennis allemande, professionnelle depuis 2009.
À ce jour, elle a remporté quatre titres en simple et trois en double sur le circuit WTA.

## Carrière
Issue des qualifications, elle remporte en janvier 2012 les Internationaux d'Hobart, en battant successivement Anabel Medina Garrigues, Jarmila Gajdošová, Angelique Kerber et Yanina Wickmayer, respectivement têtes de série nos 2, 5, 4 et 1 de la compétition. Elle intègre le top 50 mondial (44e) à la suite de cette performance.
L'Allemande ajoute un second titre à son palmarès lors de l'Open Gaz de France en février 2013 en battant en finale l'Italienne et favorite de l'épreuve, Sara Errani.
Elle remporte également le Collector Swedish Open en juillet 2014 et le J&T Banka Prague Open en mai 2017.

## Palmarès

### Titres en simple dames
| No | Date       | Nom et lieu du tournoi         | Catégorie | Dotation  | Surface      | Finaliste          | Score         |          |
| -- | ---------- | ------------------------------ | --------- | --------- | ------------ | ------------------ | ------------- | -------- |
| 1  | 08-01-2012 | Moorilla International, Hobart | Intern'l  | 220 000 $ | Dur (ext.)   | Yanina Wickmayer   | 6-1, 6-2      | Parcours |
| 2  | 28-01-2013 | Open GDF Suez, Paris           | Premier   | 690 000 $ | Dur (int.)   | Sara Errani        | 7-5, 7-64     | Parcours |
| 3  | 14-07-2014 | Collector Swedish Open, Båstad | Intern'l  | 250 000 $ | Terre (ext.) | Chanelle Scheepers | 6-3, 7-63     | Parcours |
| 4  | 01-05-2017 | J&T Banka Prague Open, Prague  | Intern'l  | 250 000 $ | Terre (ext.) | Kristýna Plíšková  | 2-6, 7-5, 6-2 | Parcours |

### Finales en simple dames
| No | Date       | Nom et lieu du tournoi           | Catégorie | Dotation  | Surface      | Vainqueure      | Score          |          |
| -- | ---------- | -------------------------------- | --------- | --------- | ------------ | --------------- | -------------- | -------- |
| 1  | 07-01-2013 | Moorilla International, Hobart   | Intern'l  | 235 000 $ | Dur (ext.)   | Elena Vesnina   | 6-3, 6-4       | Parcours |
| 2  | 13-07-2015 | Collector Swedish Open, Båstad   | Intern'l  | 250 000 $ | Terre (ext.) | Johanna Larsson | 6-3, 7-62      | Parcours |
| 3  | 19-10-2015 | BGL BNP Paribas Open, Luxembourg | Intern'l  | 250 000 $ | Dur (int.)   | Misaki Doi      | 6-4, 6-77, 6-0 | Parcours |

### Titres en double dames
| No | Date       | Nom et lieu du tournoi              | Catégorie | Dotation  | Surface      | Partenaire         | Finalistes                           | Score            |          |
| -- | ---------- | ----------------------------------- | --------- | --------- | ------------ | ------------------ | ------------------------------------ | ---------------- | -------- |
| 1  | 22-04-2013 | Porsche Tennis Grand Prix Stuttgart | Premier   | 795 707 $ | Terre (int.) | Sabine Lisicki     | Bethanie Mattek-Sands Sania Mirza    | 6-4, 7-5         | Parcours |
| 2  | 19-10-2015 | BGL BNP Paribas Open Luxembourg     | Intern'l  | 250 000 $ | Dur (int.)   | Laura Siegemund    | Anabel Medina Arantxa Parra Santonja | 6-2, 7-62        | Parcours |
| 3  | 22-04-2019 | Porsche Tennis Grand Prix Stuttgart | Premier   | 820 977 $ | Terre (int.) | Anna-Lena Friedsam | A. Pavlyuchenkova Lucie Šafářová     | 2-6, 6-3, [10-6] | Parcours |

### Finale en double dames
| No | Date       | Nom et lieu du tournoi | Catégorie | Dotation  | Surface    | Vainqueures                          | Partenaire    | Score    |          |
| -- | ---------- | ---------------------- | --------- | --------- | ---------- | ------------------------------------ | ------------- | -------- | -------- |
| 1  | 15-09-2014 | KIA Korea Open Séoul   | Intern'l  | 500 000 $ | Dur (ext.) | Lara Arruabarrena Irina-Camelia Begu | Mandy Minella | 6-3, 6-3 | Parcours |

### Finale en simple en WTA 125
| No | Date       | Nom et lieu du tournoi            | Catégorie | Dotation  | Surface    | Vainqueure   | Score    |          |
| -- | ---------- | --------------------------------- | --------- | --------- | ---------- | ------------ | -------- | -------- |
| 1  | 03-09-2018 | Oracle Challenger Series, Chicago | WTA 125   | 115 000 $ | Dur (ext.) | Petra Martić | 6-4, 6-1 | Parcours |

### Titre en double en WTA 125
| No | Date       | Nom et lieu du tournoi           | Catégorie | Dotation  | Surface    | Partenaire        | Finalistes                  | Score    |          |
| -- | ---------- | -------------------------------- | --------- | --------- | ---------- | ----------------- | --------------------------- | -------- | -------- |
| 1  | 03-09-2018 | Oracle Challenger Series Chicago | WTA 125   | 140 000 $ | Dur (ext.) | Kristýna Plíšková | Asia Muhammad Maria Sanchez | 6-3, 6-2 | Parcours |

### Finale en double en WTA 125
| No | Date       | Nom et lieu du tournoi | Catégorie | Dotation  | Surface    | Vainqueures                   | Partenaire     | Score    |          |
| -- | ---------- | ---------------------- | --------- | --------- | ---------- | ----------------------------- | -------------- | -------- | -------- |
| 1  | 16-08-2021 | Chicago Open Chicago   | WTA 125   | 115 000 $ | Dur (ext.) | Eri Hozumi Peangtarn Plipuech | Hsieh Shu-ying | 7-5, 6-2 | Parcours |

## Parcours en Grand Chelem

### En simple dames
| Année | Open d'Australie | Open d'Australie     | Internationaux de France | Internationaux de France | Wimbledon       | Wimbledon         | US Open         | US Open             |
| ----- | ---------------- | -------------------- | ------------------------ | ------------------------ | --------------- | ----------------- | --------------- | ------------------- |
| 2010  | —                | —                    | —                        | —                        | Q1              | Anna Floris       | Q1              | Irina Falconi       |
| 2011  | —                | —                    | 2e tour (1/32)           | A. Pavlyuchenkova        | 1er tour (1/64) | Elena Baltacha    | 2e tour (1/32)  | Chanelle Scheepers  |
| 2012  | 3e tour (1/16)   | Victoria Azarenka    | 1er tour (1/64)          | Lauren Davis             | 1er tour (1/64) | Vera Zvonareva    | 1er tour (1/64) | Bojana Jovanovski   |
| 2013  | 1er tour (1/64)  | Ksenia Pervak        | 1er tour (1/64)          | Angelique Kerber         | 2e tour (1/32)  | Madison Keys      | 2e tour (1/32)  | Alison Riske        |
| 2014  | 3e tour (1/16)   | Flavia Pennetta      | 3e tour (1/16)           | Pauline Parmentier       | 2e tour (1/32)  | Petra Kvitová     | 2e tour (1/32)  | Varvara Lepchenko   |
| 2015  | 2e tour (1/32)   | Petra Kvitová        | 1er tour (1/64)          | Paula Kania              | 1er tour (1/64) | A. Pavlyuchenkova | 3e tour (1/16)  | Varvara Lepchenko   |
| 2016  | 1er tour (1/64)  | Vania King           | 1er tour (1/64)          | Irina Falconi            | 2e tour (1/32)  | Kiki Bertens      | 1er tour (1/64) | Christina McHale    |
| 2017  | 1/8 de finale    | Venus Williams       | 1er tour (1/64)          | Tsvetana Pironkova       | 1er tour (1/64) | Coco Vandeweghe   | 1er tour (1/64) | Ekaterina Makarova  |
| 2018  | 2e tour (1/32)   | Anett Kontaveit      | 1er tour (1/64)          | Angelique Kerber         | 1er tour (1/64) | Yanina Wickmayer  | 1er tour (1/64) | Markéta Vondroušová |
| 2019  | 1er tour (1/64)  | Anastasija Sevastova | 1er tour (1/64)          | Caroline Garcia          | 1er tour (1/64) | Marie Bouzková    | —               | —                   |
| 2020  | Q1               | Shelby Rogers        | —                        | —                        | Annulé          | Annulé            | —               | —                   |
| 2021  | 2e tour (1/32)   | Karolína Muchová     | Q2                       | Varvara Lepchenko        | 1er tour (1/64) | Zhu Lin           | Q1              | Mai Hontama         |
|       |                  |                      |                          |                          |                 |                   |                 |                     |
| 2023  | Q1               | Petra Marčinko       | Q2                       | Storm Hunter             | Q1              | Océane Dodin      | Q1              | Simona Waltert      |
| 2024  | —                | —                    | Q1                       | Priscilla Hon            | Q1              | Kamilla Rakhimova | Q1              | Jang Su-jeong       |
| 2025  | Q1               | Taylah Preston       | Q1                       | Sára Bejlek              | Q1              | Alina Charaeva    | Q1              | Tereza Valentová    |

N.B. : à droite du résultat se trouve le nom de l'ultime adversaire.

### En double dames
| Année | Open d'Australie                                                                   | Open d'Australie                                                                      | Internationaux de France                                                                   | Internationaux de France                                                             | Wimbledon                                                                            | Wimbledon | US Open | US Open |
| ----- | ---------------------------------------------------------------------------------- | ------------------------------------------------------------------------------------- | ------------------------------------------------------------------------------------------ | ------------------------------------------------------------------------------------ | ------------------------------------------------------------------------------------ | --------- | ------- | ------- |
| 2012  | 1er tour (1/32) Keothavong \|\| style="text-align:left;" \| Martić Mladenovic      | 1er tour (1/32) Lepchenko \|\| style="text-align:left;" \| Peng Zheng                 | 1er tour (1/32) Kerber \|\| style="text-align:left;" \| Cibulková Hantuchová               | 2e tour (1/16) Malek \|\| style="text-align:left;" \| Hlaváčková Hradecká            |                                                                                      |           |         |         |
| 2013  | 1er tour (1/32) Cornet \|\| style="text-align:left;" \| Panova Voskoboeva          | 2e tour (1/16) Dekmeijere \|\| style="text-align:left;" \| King Niculescu             | 1er tour (1/32) Dekmeijere \|\| style="text-align:left;" \| Megan Moulton Zhang            | 2e tour (1/16) Dekmeijere \|\| style="text-align:left;" \| Janković Lučić            |                                                                                      |           |         |         |
| 2014  | 1er tour (1/32) M. Moulton \|\| style="text-align:left;" \| S. Errani R. Vinci     | 1er tour (1/32) V. Razzano \|\| style="text-align:left;" \| I.C. Begu K. Knapp        | 1er tour (1/32) J. Husárová \|\| style="text-align:left;" \| A. Pavlyuchenkova L. Šafářová | 1er tour (1/32) A. Panova \|\| style="text-align:left;" \| M. Doi E. Svitolina       |                                                                                      |           |         |         |
| 2015  | 2e tour (1/16) M. Minella \|\| style="text-align:left;" \| S. Errani R. Vinci      | 1er tour (1/32) M. Minella \|\| style="text-align:left;" \| A. Dulgheru M. Rybáriková | 1/8 de finale L. Kichenok \|\| style="text-align:left;" \| E. Makarova E. Vesnina          | 2e tour (1/16) L. Siegemund \|\| style="text-align:left;" \| Chan H.-c. Chan Y.-j.   |                                                                                      |           |         |         |
| 2016  | 1er tour (1/32) L. Siegemund \|\| style="text-align:left;" \| M. Lučić B. Strýcová | —                                                                                     | —                                                                                          | 1er tour (1/32) Chuang C.-j. \|\| style="text-align:left;" \| E. Hozumi M. Kato      | 1er tour (1/32) L. Siegemund \|\| style="text-align:left;" \| E. Makarova E. Vesnina |           |         |         |
| 2017  | —                                                                                  | —                                                                                     | 1er tour (1/32) C. Witthöft \|\| style="text-align:left;" \| D. Jurak An. Rodionova        | 2e tour (1/16) A. Kontaveit \|\| style="text-align:left;" \| A. Klepač M.J. Martínez | 2e tour (1/16) C. Witthöft \|\| style="text-align:left;" \| L. Hradecká K. Siniaková |           |         |         |
| 2018  | 2e tour (1/16) C. Witthöft \|\| style="text-align:left;" \| S. Aoyama Yang Z.      | —                                                                                     | —                                                                                          | —                                                                                    | —                                                                                    | —         | —       |         |
| 2019  | 1er tour (1/32) S. Kenin \|\| style="text-align:left;" \| L. Hradecká E. Makarova  | —                                                                                     | —                                                                                          | 1er tour (1/32) X. Knoll \|\| style="text-align:left;" \| Hsieh S.-w. B. Strýcová    | —                                                                                    | —         |         |         |
|       |                                                                                    |                                                                                       |                                                                                            |                                                                                      |                                                                                      |           |         |         |
| 2021  | 2e tour (1/16) Zhu L. \|\| style="text-align:left;" \| A. Krunić M. Trevisan       | —                                                                                     | —                                                                                          | 2e tour (1/16) J. Wachaczyk \|\| style="text-align:left;" \| A. Krunić N. Stojanović | —                                                                                    | —         |         |         |

N.B. : le nom de la partenaire se trouve sous le résultat ; les noms des ultimes adversaires se trouvent à droite.

### En double mixte
| Année | Open d'Australie | Open d'Australie | Internationaux de France | Internationaux de France | Wimbledon                                                                            | Wimbledon | US Open | US Open |
| ----- | ---------------- | ---------------- | ------------------------ | ------------------------ | ------------------------------------------------------------------------------------ | --------- | ------- | ------- |
| 2012  | —                | —                | —                        | —                        | 2e tour (1/16) A. Fisher \|\| style="text-align:left;" \| E. Vesnina L. Paes         | —         | —       |         |
| 2013  | —                | —                | —                        | —                        | 1er tour (1/32) J. Cerretani \|\| style="text-align:left;" \| K. Marosi J. Brunström | —         | —       |         |

N.B. : le nom du partenaire se trouve sous le résultat ; les noms des ultimes adversaires se trouvent à droite.

## Parcours en «Premier Mandatory» et «Premier 5»
Découlant d'une réforme du circuit WTA inaugurée en 2009, les tournois WTA « Premier Mandatory » et « Premier 5 » constituent les catégories d'épreuves les plus prestigieuses, après les quatre levées du Grand Chelem.

### En simple dames
| Année |       |                              |                               |                              |                               |                             |                              |                             |                             |                             |  |                             |
| Doha  | Dubaï | Indian Wells                 | Miami                         | Madrid                       | Rome                          | Canada                      | Cincinnati                   | Pékin                       |                             | Tokyo                       |  |                             |
| Doha  | Dubaï | Indian Wells                 | Miami                         | Madrid                       | Rome                          | Canada                      | Cincinnati                   | Pékin                       | Wuhan                       |                             |  |                             |
| Doha  | Dubaï | Indian Wells                 | Miami                         | Madrid                       | Rome                          | Canada                      | Cincinnati                   | Pékin                       | Guadalajara                 |                             |  |                             |
| 2012  |       | 2e tour (1/16) V. Azarenka   | WTA 500                       | 2e tour (1/32) V. Azarenka   | 3e tour (1/16) E. Makarova    | 2e tour (1/16) C. Wozniacki |                              | 2e tour (1/16) A. Radwańska | 2e tour (1/16) P. Kvitová   | 1er tour (1/32) E. Vesnina  |  |                             |
| 2013  |       | 3e tour (1/8) C. Wozniacki   | WTA 500                       | 4e tour (1/8) S. Stosur      | 2e tour (1/32) M. Rybáriková  | 1er tour (1/32) K. Flipkens |                              | 2e tour (1/16) S. Stephens  | 3e tour (1/8) S. Williams   | 1er tour (1/32) L. Davis    |  | 1er tour (1/32) V. Williams |
| 2014  |       | 1er tour (1/32) A. Beck      | WTA 500                       | 1er tour (1/64) F. Schiavone | 1er tour (1/64) R. Peterson   |                             | 1er tour (1/32) C. Suárez    |                             | 1er tour (1/32) B. Strýcová | 2e tour (1/16) L. Šafářová  |  | 2e tour (1/16) E. Bouchard  |
| 2015  |       | WTA 500                      | 1er tour (1/32) D. Hantuchová | 2e tour (1/32) L. Šafářová   | 1er tour (1/64) B. Jovanovski | 1er tour (1/32) C. McHale   | 1er tour (1/32) C. Suárez    |                             | 2e tour (1/16) S. Stephens  | 2e tour (1/16) A. Radwańska |  |                             |
| 2017  |       | WTA 500                      | 2e tour (1/16) A. Kerber      | 1er tour (1/64) K. Siniaková |                               |                             | 3e tour (1/8) E. Svitolina   |                             |                             | 1er tour (1/32) S. Cîrstea  |  | 1er tour (1/32) M. Puig     |
| 2018  |       | 1er tour (1/32) A. Radwańska | WTA 500                       | 2e tour (1/32) E. Svitolina  | 1er tour (1/64) T. Babos      |                             |                              |                             |                             |                             |  |                             |
| 2019  |       | WTA 500                      |                               | 4e tour (1/8) V. Williams    |                               |                             | 1er tour (1/32) A. Kontaveit |                             |                             |                             |  |                             |

Sous le résultat, l’ultime adversaire.
1. 1 2   Les tournois de Doha et Dubaï alternent le statut de tournoi WTA 1000 (ex Premier 5) entre 2009 et 2023 : les trois premières éditions ont lieu à Dubaï, les trois suivantes à Doha, puis Dubaï accueille le tournoi de cette catégorie les années impaires et Dubaï les années paires. De 2011 à 2023, la ville qui n’accueille pas de WTA 1000 organise à la place un tournoi WTA 500 (ex Premier).
2. 1 2 3 4 5 6 7 8   L’ordre de déroulement des tournois a évolué depuis 2009 : Rome se dispute avant Madrid et Cincinnati avant Montréal/Toronto jusqu’en 2010, tandis que Tokyo (2009-2013)-Wuhan (2014-2019, 2024-)-Guadalajara (2022-2023) ont lieu avant Pékin jusqu’en 2023.

## Parcours aux Jeux olympiques

### En simple dames
| # | Date       | Nom de l'olympiade             | Surface      | Résultat        | Ultime adversaire | Score    |          |
| - | ---------- | ------------------------------ | ------------ | --------------- | ----------------- | -------- | -------- |
| 1 | 28/07/2012 | Olympic Tennis Event Wimbledon | Gazon (ext.) | 1er tour (1/32) | Urszula Radwańska | 6-4, 6-3 | Parcours |
| 2 | 31/07/2021 | Olympic Tennis Event Tokyo     | Dur (ext.)   | 1er tour (1/32) | Iga Świątek       | 6-2, 6-2 | Parcours |

## Parcours en Fed Cup
| #                                                                     | Date       | Lieu      | Surface      | Gagnante(s)                        | Perdante(s)                      | Score            |          |
| --------------------------------------------------------------------- | ---------- | --------- | ------------ | ---------------------------------- | -------------------------------- | ---------------- | -------- |
|                                                                       |            |           |              |                                    |                                  |                  |          |
| 2013 - Barrage (groupe mondial I) - Allemagne - Serbie - 3 : 2        |            |           |              |                                    |                                  |                  |          |
| 1                                                                     | 20/04/2013 | Stuttgart | Terre (int.) | Ana Ivanović                       | Mona Barthel                     | 7-65, 2-6, 6-2   | Parcours |
| 1                                                                     | 20/04/2013 | Stuttgart | Terre (int.) | Mona Barthel                       | Bojana Jovanovski                | 6-1, 3-6, 6-3    | Parcours |
|                                                                       |            |           |              |                                    |                                  |                  |          |
| 2019 - 1/4 de finale (groupe mondial) - Allemagne - Biélorussie - 0-4 |            |           |              |                                    |                                  |                  |          |
| 2                                                                     | 10/02/2019 | Brunswick | Dur (int.)   | Victoria Azarenka Lidziya Marozava | Mona Barthel Anna-Lena Grönefeld | 6-1, 0-6, [11-9] | Parcours |

## Classements WTA en fin de saison
| Année          | 2007 | 2008 | 2009 | 2010 | 2011 | 2012 | 2013 | 2014 | 2015 | 2016 | 2017 | 2018 | 2019 | 2020 | 2021 | 2022 | 2023 | 2024 |
| Rang en simple | 937  | 516  | 356  | 208  | 67   | 39   | 34   | 43   | 44   | 183  | 48   | 81   | 175  | 228  | 272  | 275  | 245  | 166  |
| Rang en double | –    | 614  | 620  | 350  | –    | 255  | 89   | 111  | 67   | 787  | 232  | 134  | 105  | 122  | 130  | 502  | –    | 1293 |

Source : (en) Classements de Mona Barthel sur le site officiel de la Fédération internationale de tennis